# Pseudocleonus cinereus
Pseudocleonus cinereus é uma espécie de insetos coleópteros polífagos pertencente à família Curculionidae.
A autoridade científica da espécie é Schrank, tendo sido descrita no ano de 1781.
Trata-se de uma espécie presente no território português.